# Preußler (Glasmacher)

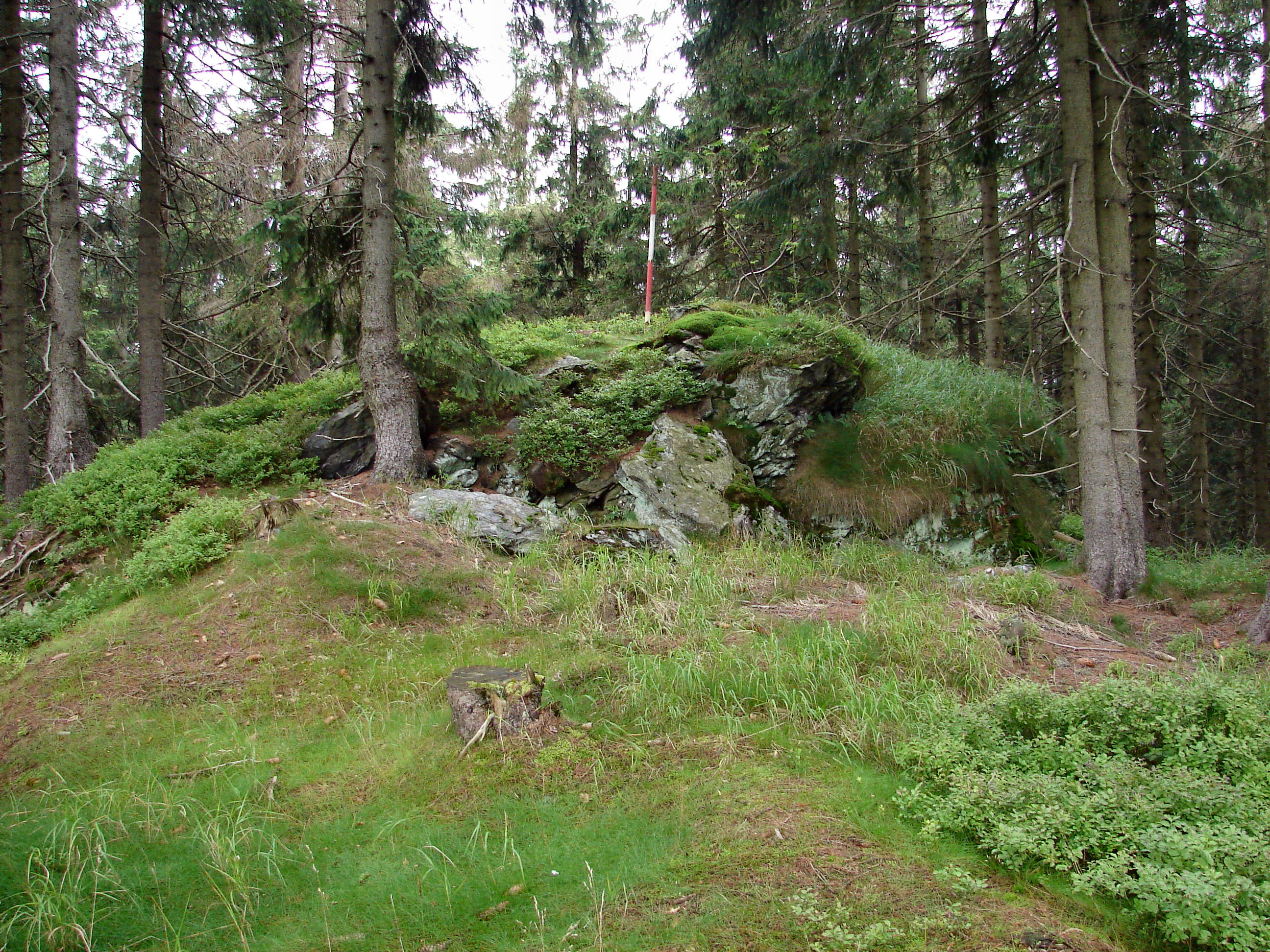
Der Gipfel des Preislerův kopec (Preislerberg) im Riesengebirge

Die Preußler (auch: Preusler, Preissler) waren eine Glasmacherfamilie, die ursprünglich aus dem Erzgebirge stammte. Sie wirkten als Glasmacher, Glasveredler und Glashändler sowie Glas- und Porzellanmaler. Unter ihnen befanden sich angesehene Hüttenunternehmer, die im Erzgebirge, in Böhmen, Schlesien, der Grafschaft Glatz und im Böhmerwald tätig waren. Sie verfügten über großen Waldbesitz, den sie systematisch für die Erweiterung ihrer Betriebe nutzten. Aus einer Linie der Familie ging zudem die Künstlerfamilie Preissler hervor.

## Im Erzgebirge
- Marienberger Hütte: Erster bekannter Glasmacher war Barthol Preußler, der 1486 eine Glashütte als Lehen vom Wolkensteiner Amtmann Claus von Einsiedel zu Preßnitz erhalten hatte.[1]
- Die Glashütte Heidelbach bei Seiffen war bis in das 18. Jahrhundert in Betrieb. Sie lieferte Gläser an die sächsische Hofkellerei.
- Die Glashütte Jugel entstand 1571 und zwar über 100 Jahre in Betrieb.

## In Böhmen
- Das Hüttengut Witkowitz im Riesengebirge gehörte bis 1616 dem Hüttenmeister Wolfgang Preußler, der mit seinen drei Söhnen Hans, Christoph und Mathias nach Schreiberhau zog. 1654 erneuerte Hans Preußler († 1668), der die Weißbachtalhütte im schlesischen Teil des Riesengebirges betrieb, die Witkowitzer Hütte.
- Grünwald an der Neiße, vor 1617
- Kreibitz, vor 1617
- Labau, vor 1617
- Reiditz, 1617 erworben

## In Schlesien

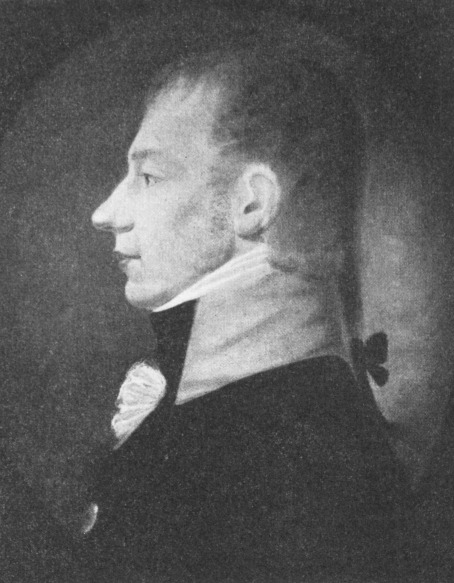
Christian Benjamin Preußler († 1848), Pastellzeichnung

- Die Glashütte Weißbachtal wurde 1617 von Wolfgang Preußler, dem bisherigen Betreiber der Witkowitzer Glashütte, mit Genehmigung des Grundherrn Hans Ulrich von Schaffgotsch erworben. Sie ging 1620 auf Wolfgangs Sohn Hans Preußler über. Nachdem Hans Ulrich von Schaffgotsch 1635 hingerichtet worden war, fielen seine Besitzungen zunächst an den böhmischen Landesherrn Kaiser Ferdinand III. Er erneuerte 1644 die Privilegien der Weißbachtalhütte. Hans Preußler, der 1654 auch die Witkowitzer Hütte wieder in Betrieb setzte, starb 1668 an einem Schlaganfall auf der alten Zollstraße von Hinterschreiberhau Richtung Michelsbaude. Dort soll ein Feldstein mit den Initialen „HP“ an ihn erinnern. Sein Sohn Johann Christoph Preußler († 1706) führte die Weißbachtalhütte weiter und gründete um 1702 in unmittelbarer Nähe eine zweite Glashütte, die im Wechsel mit der Weißbachhütte betrieben wurde. Sein gleichnamiger Sohn betrieb bis 1738 bzw. 1740 beide Hütten. Noch vor seinem Tod 1748 übertrug er die Hütten seinem Sohn, der drei Jahre später starb. Die Witwe des letzten Hüttenmeisters der Weißbachtalhütte, Catharina Preußler, durfte diese wegen Holzmangel nicht weiter betreiben. Um 1810 nahm Christian Benjamin Preußler, der Betreiber der Karlstaler Hütte, den Betrieb am Weißbach wieder erfolgreich auf. Wegen seiner Erfolge verlieh ihm der preußische König den Roten Adlerorden. 1848 starb Christian Benjamin Preußler im Alter von zweiundsiebzig Jahren als letzter aus der schlesischen Linie der Preußler. Schon 1840 hatte er die Weißbachtalhütte an seinen Schwiegersohn Franz Pohl übergeben.

- Karlstaler Hütte: Nachdem Catharina Preußler nach dem Tod ihres Mannes die Weißbachtalhütte wegen Holzmangel nicht weiterführen durfte, wies ihr der Grundherr die drei Stunden entfernt liegende neu erbaute Karlstaler Hütte zu. Diese nahm sie 1754 zusammen mit den beiden Söhnen Karl Christian und Johann Gottlieb in Betrieb. Wegen der entlegenen Lage, die mit zusätzlichen Kosten für den Transport der Waren verbunden war, musste sie 1775 Konkurs anmelden, der jedoch, nachdem die Gläubiger befriedigt werden konnten, abgewendet wurde. Nach dem Tod Catharinas 1783 übernahm der älteste Sohn Karl Christian eigenverantwortlich den Betrieb, von dem er 1805 auf dessen Sohn Christian Benjamin Preußler überging. Nachdem die Hütte 1808 abbrannte, errichtete er sie wieder. Acht Jahre vor seinem Tod übergab Christian Benjamin Preußler 1840 die Karlstaler Hütte seinem Schwiegersohn Franz Pohl, der mit Amalia Preußler verheiratet war.

- Glashütte Hoffnungstal[2]: Karl Christian Preußler errichtete zusammen mit dem Schreiberhauer Glashändler Mattern und einem weiteren Anteilseigner eine neue Hütte, die am 5. Januar 1796 unter der Bezeichnung „Hoffnungstal“ ihren Betrieb aufnahm und 1799 um eine Schleifmühle erweitert wurde. Wegen zunehmendem Schleichhandel mit böhmischem Glas, das illegal und unverzollt über die nahe Grenze gebracht wurde, kam es zu Absatzschwierigkeiten, aber auch zu Streitigkeiten unter den Anteilseignern, was sich auf die Qualität der Glaswaren ausgewirkt haben soll. Nach dem Tod Karl Christian Preußlers übernahm dessen Anteil 1805 sein Sohn Christian Benjamin Preußler. Nach einem Brand 1821 wurde die Hoffnungstalhütte wieder aufgebaut, jedoch ohne Beteiligung der Preußler.

- Häuser in Radosno (Freudenberg)

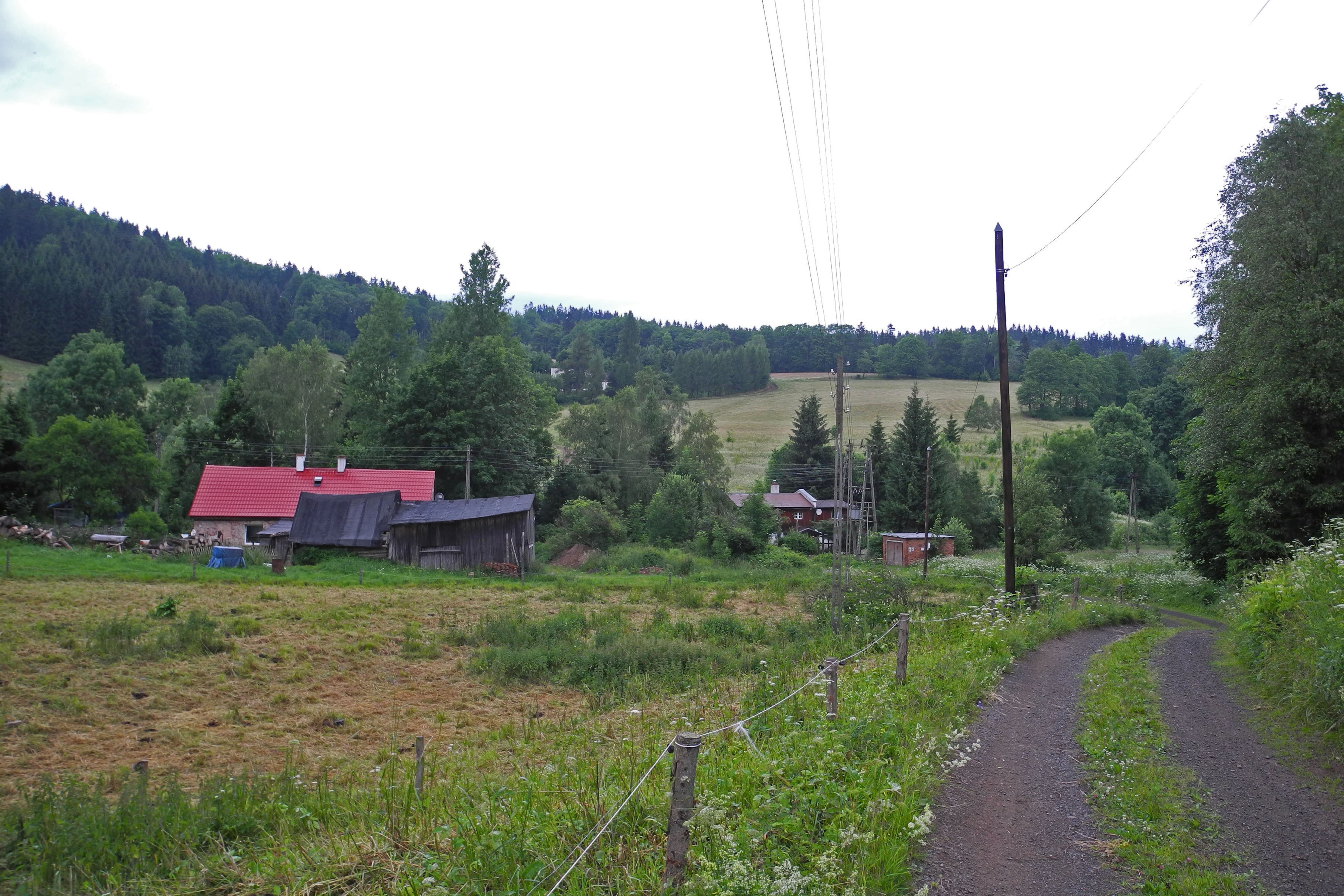
Häuser in Radosno (Freudenberg)

Freudenburger Hütte: Hans Georg Preußler, ein Sohn des Betreibers der Weißbachtalhütte, erwarb 1661 im Waldenburger Bergland vom damaligen Grundherrn der Standesherrschaft Fürstenstein, Graf Hochberg, Grund in dem durch den Dreißigjährigen Krieg völlig zerstörten Dorf Ullersdorf, das auch als Olbersdorf bezeichnet wurde. Er errichtete eine Glashütte, die er nach der drei Kilometer nordwestlich liegenden Ruine der Burg Freudenburg benannte und die 1662 ihre Arbeit aufnahm. Um die Hütte entstand eine Siedlung, die sich nach der Hütte ebenfalls Freudenburg nannte und den früheren Ortsnamen Ullersdorf bzw. Olbersdorf verdrängte. Nach dem Tod 1691 von Hans Georg Preußler erbte die Freudenburger Hütte dessen Sohn Christian Preußler, der 1677 auch die Glashütte Schwarzbach bei Meffersdorf, im damals zum oberlausitzschen Queiskreis im Isergebirge besaß. Vermutlich dessen Sohn George Friedrich Preußler ist für 1722 als Besitzer Freudenburger Hütte nachgewiesen. Er verkaufte sie 1750 an die Hochbergsche Herrschaft Fürstenstein, von der sie bis 1758 betrieben wurde. Nach den Zerstörungen des Siebenjährigen Krieges wurde die Hütte nicht wieder aufgebaut.

## Grafschaft Glatz
- Die Zeilberg-Hütte bei Volpersdorf im Eulengebirge errichtete 1680 Christian Preußler, der auch die Schwarzbachhütte im Isergebirge besaß und nach dem Tod seines Vaters 1691 die Freudenburger Hütte erbte.

## Weitere Preußler
- Ignaz Preissler (1676–1741), Glas- und Porzellanmaler
- Christoph und Mathias Preußler, Söhne des Begründers der Weißbachtalhütte, gingen nach dem Tod des Vaters 1620 nach Böhmen zurück. In Blottendorf und Langenau begründeten sie einen später sehr erfolgreichen Handel mit Glaswaren.
- Paul Preißler (1862–1935), deutscher Maler, Illustrator und Kunstprofessor.
- Sebastian Preißler († 1591), deutscher Unternehmer